# Thrixspermum simum
Thrixspermum simum är en orkidéart som beskrevs av Johannes Jacobus Smith. Thrixspermum simum ingår i släktet Thrixspermum och familjen orkidéer. Inga underarter finns listade i Catalogue of Life.